# 組曲 (デュリュフレ)
モーリス・デュリュフレの組曲（作品番号5）は、オルガン独奏のために書かれた作品である。「前奏曲」「シシリエンヌ」「トッカータ」の3曲から成る。演奏時間約22分。出版はデュラン社より。
初演は1935年1月23日、パリ4区のサンメリ教会でデュリュフレ自身の演奏によって行われた。

## 曲構成
第1曲「前奏曲」
ゆっくりとしたテンポの5拍子からなる連祷的主題と4拍子から成るリズミックな主題との交替で構成される。全体的に低音が多く用いられ、重く翳りのある印象を受ける。調性は最初はっきりと聞き取れないが、徐々に変ホ短調であることが理解できる。調性や旋法からの逸脱の度合いとしては、デュリュフレの全作品中最も前衛的である。
第2曲「シシリエンヌ」（シチリア舞曲）
ABACAの三部形式から成る舞曲。調性はト短調。この形式はフォーレの『シシリエンヌ』（組曲『ペレアスとメリザンド』）、あるいはルイ・ヴィエルヌの『シシリエンヌ』（ヴァイオリンとピアノのための『幻想的小品』）を踏襲している。なお後年デュリュフレ自身がこの楽章のみを室内オーケストラに編曲したが、この編曲は未出版である。
第3曲「トッカータ」
デュリュフレの曲の中で最もオルガニストの超絶技巧が要求される曲である。調性はロ短調。この技巧的な華やかさのため、この『組曲』を演奏会の最後の曲目に好んで選ぶオルガニストも多い。トッカータという題名にありがちな同音の執拗な連打などは少なく、アルペジオを多用する点でドビュッシーの『トッカータ』（『ピアノのために』第3曲）の影響を垣間見ることも出来る。
作品全体に移調の限られた旋法（MTL）第1番（全音音階）および同第2番（オクタトニック）の頻繁な使用が見られるなど、フランス近代オルガン音楽、特にルイ・ヴィエルヌやシャルル＝マリー・ヴィドールの影響が強く見られるが、忘れてはならないのはデュリュフレの作曲の師であるポール・デュカスの『ピアノソナタ』からの影響であろう。まず調性の選択において変ホ短調、ト短調、ロ短調はそれぞれ長三度ずつの音程関係にあり、五度圏上で正三角形を結ぶ。これはデュカスのピアノソナタの第3楽章までと共通する（もっともデュカス自身は、ベートーヴェンの後期ピアノソナタ作品群におけるこれらの遠隔調の選択を参考にしている）。またロ短調として共通するデュカスのソナタの第3楽章の曲調は同じく速いテンポの技巧的な曲であり、このデュリュフレのトッカータと良く似ている。
雑誌 The American Organists のインタビューによると、デュリュフレ自身はトッカータを気に入っていなかったらしい。「第1主題がすでに悪い」と述べている。実際、デュリュフレの自作自演録音には組曲のうち「トッカータ」だけが収録されていない。